# سحلية روبل ثعبانية العين
سحلية روبل ثعبانية العين أو دفان قذم (باللاتينية: Ablepharus rueppellii) (بالإنجليزية: Rüppell's snake-eyed skink)، هو نوع ينتمي إلى (فصيلة: Lacertidae) .

## روابط خارجية
- زواحف المملكة العربية السعودية
- الزواحف والبرمائيات في مصر
- التنوع البيولوجي في مصر[وصلة مكسورة]
- الحياة البرية في الإمارات[وصلة مكسورة]
- التنوع الحيوي بالسلطنة نسخة محفوظة 14 أغسطس 2014 على موقع واي باك مشين.
- دليل الحياة البرية في تونس
- متحف الزواحف في كلية علوم دمياط